# Lista över albumettor på Gaon Chart 2015
Detta är en lista över albumettor på Gaon Chart under år 2015. Gaon Chart är sammanställningen av försäljningen av musik i Sydkorea och drivs av Korea Music Content Industry Association (KMCIA). Album Chart publiceras varje vecka och visar listan över de mest sålda albumen i landet genom fysisk försäljning. Album Chart, som inkluderar studioalbum, EP-skivor och singelalbum, är en sammanställning av data försedd av landets största musikförsäljare och distributörer.

## Vecka

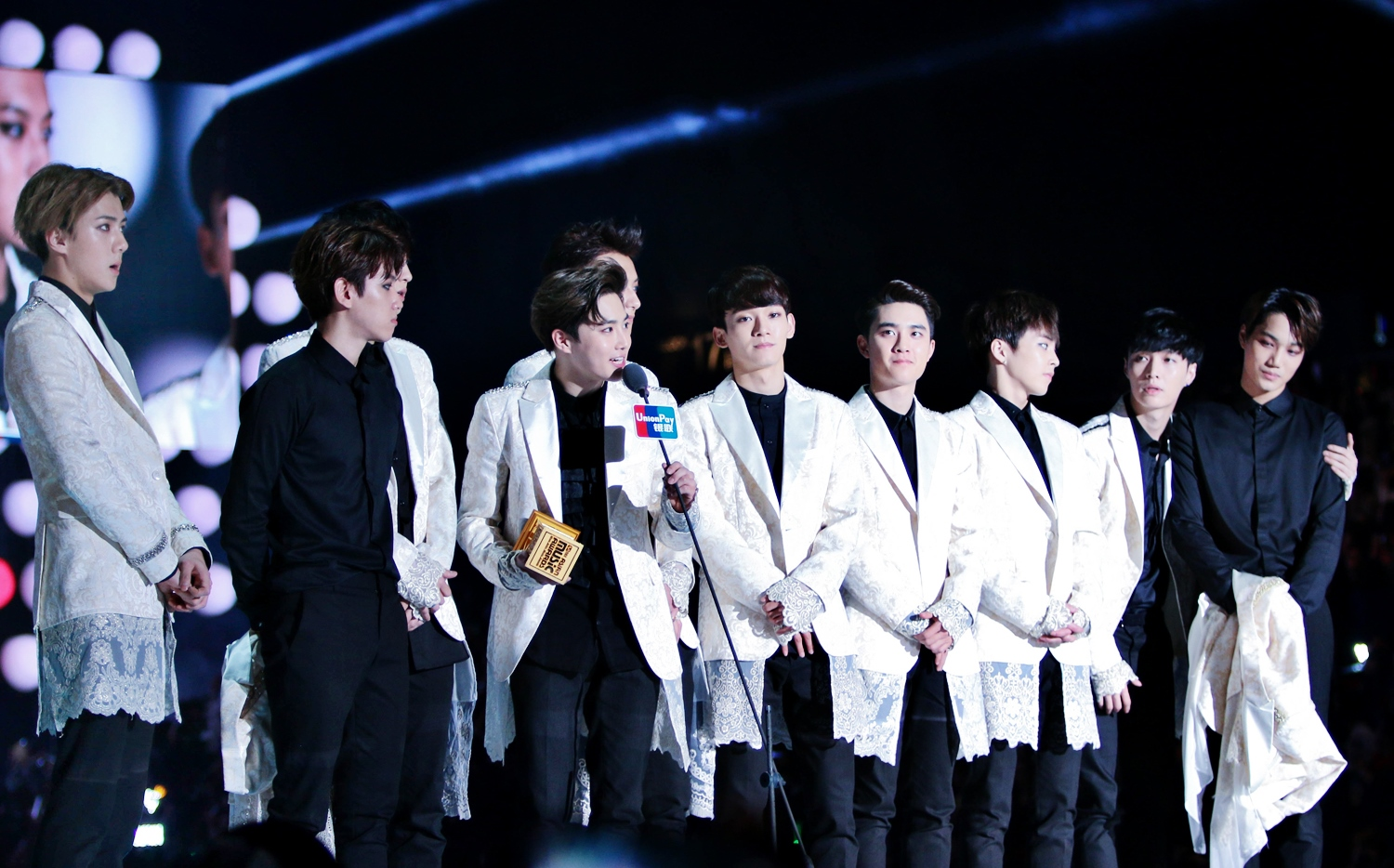
EXO låg etta på listan i nio veckor med fyra olika albumsläpp under året. Exodus låg etta på listan fyra veckor i rad, samt toppade månadslistan för både mars och april.

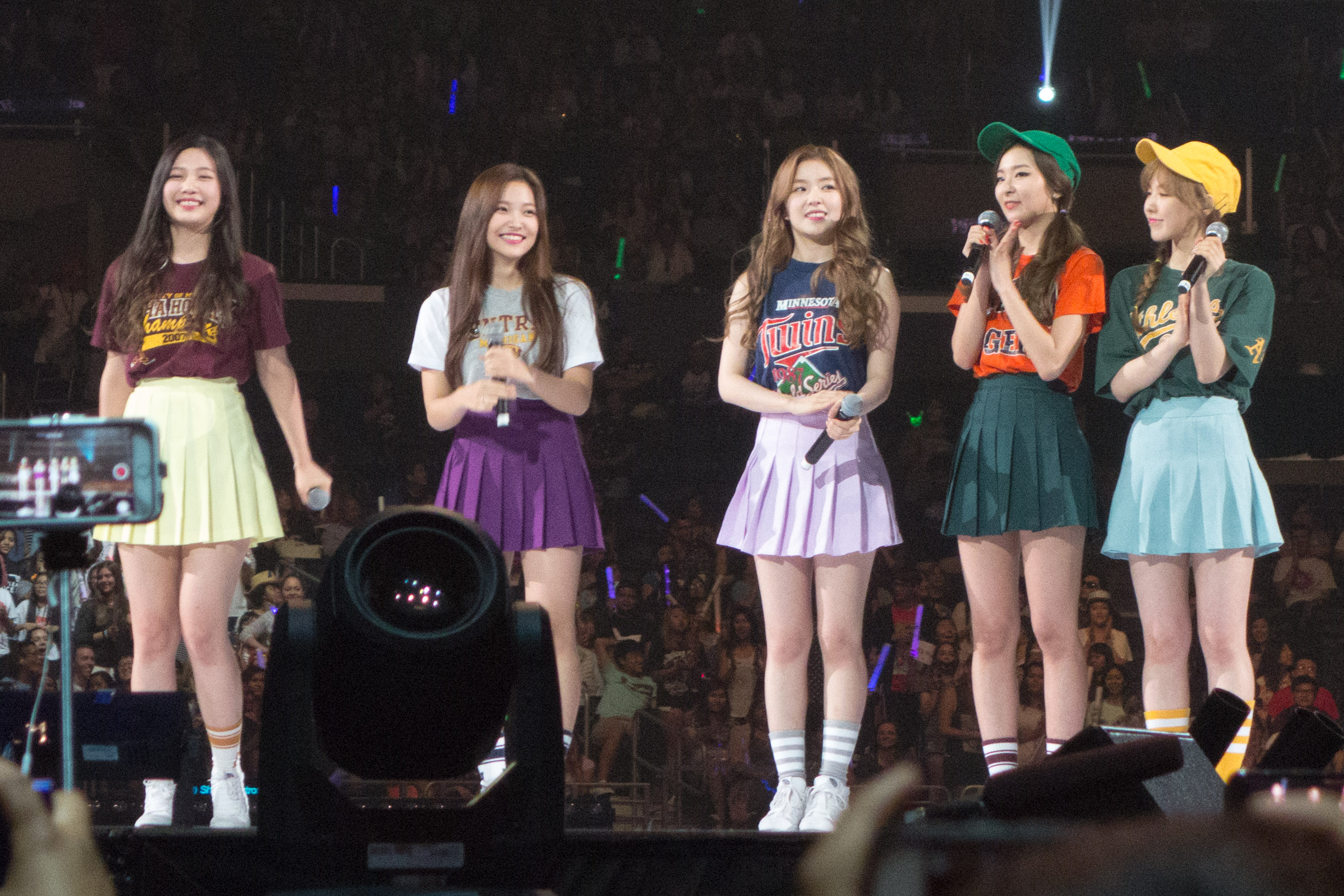
Red Velvet låg etta på listan med två olika albumsläpp under året.

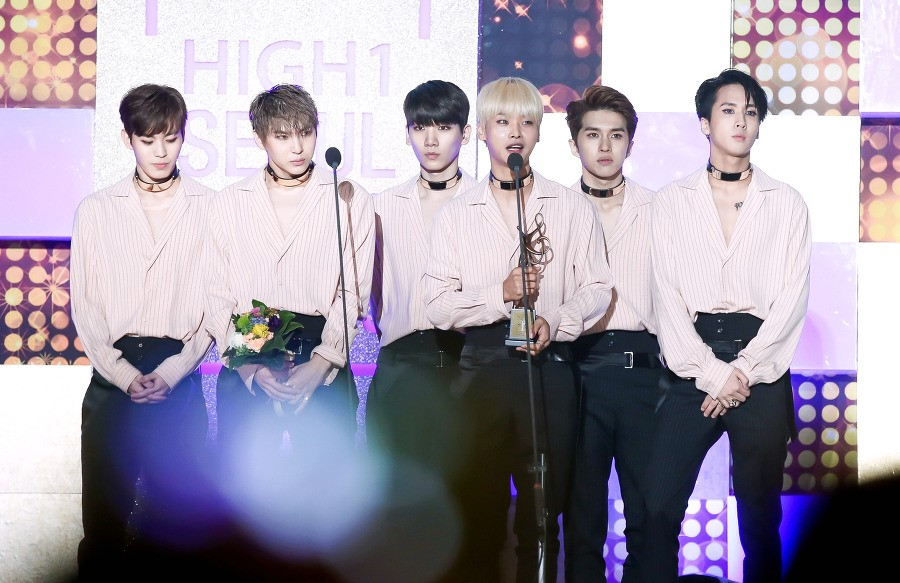
VIXX låg etta på listan med två olika albumsläpp under året.

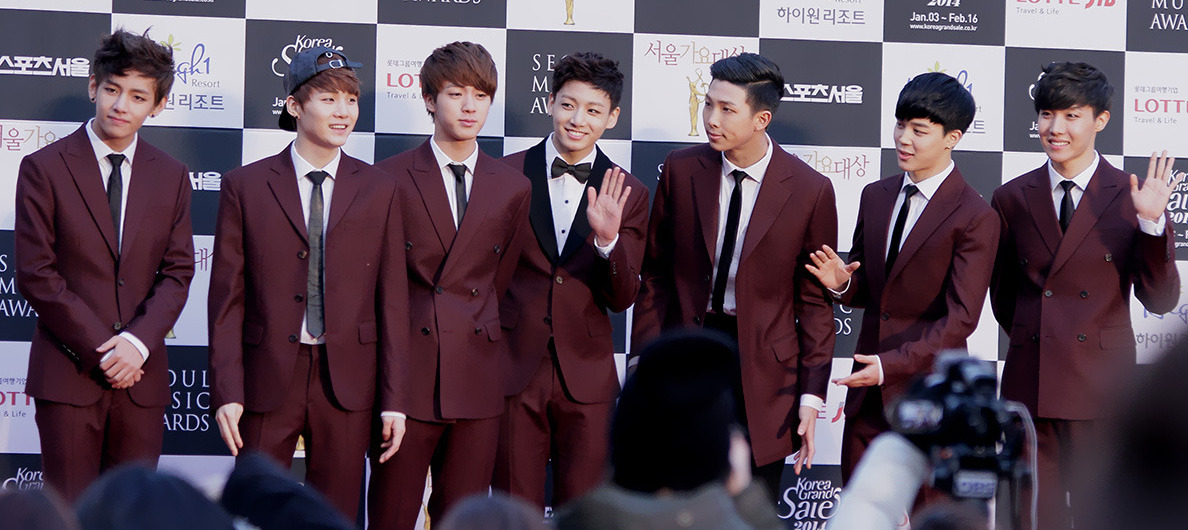
BTS låg etta på listan med två olika albumsläpp under året.

| Datum  | Artist            | Albumtitel                                  |
| ------ | ----------------- | ------------------------------------------- |
| 27 dec | EXO               | Exology Chapter 1: The Lost Planet          |
| 3 jan  | Sonamoo           | Deja Vu                                     |
| 10 jan | BtoB              | The Winter's Tale                           |
| 17 jan | Jonghyun          | Base                                        |
| 24 jan | Jung Yong-hwa     | One Fine Day                                |
| 31 jan | Infinite-H        | Fly Again                                   |
| 7 feb  | Jung Yong-hwa     | One Fine Day                                |
| 14 feb | Infinite-H        | Fly Again                                   |
| 21 feb | Niel              | oNIELy                                      |
| 28 feb | VIXX              | Boys' Record                                |
| 7 mar  | XIA               | Flower                                      |
| 14 mar | Super Junior-D&E  | The Beat Goes On                            |
| 21 mar | Red Velvet        | Ice Cream Cake                              |
| 28 mar | F.T. Island       | I Will                                      |
| 4 apr  | EXO               | Exodus                                      |
| 11 apr | EXO               | Exodus                                      |
| 18 apr | EXO               | Exodus                                      |
| 25 apr | EXO               | Exodus                                      |
| 2 maj  | Big Bang          | M                                           |
| 9 maj  | BTS               | The Most Beautiful Moment in Life, Part 1   |
| 16 maj | Kim Sung-kyu      | 27                                          |
| 23 maj | SHINee            | Odd                                         |
| 30 maj | SHINee            | Odd                                         |
| 6 jun  | EXO               | Love Me Right                               |
| 13 jun | EXO               | Love Me Right                               |
| 20 jun | 2PM               | No.5                                        |
| 27 jun | Teen Top          | Natural Born Teen Top                       |
| 4 jul  | BtoB              | Complete                                    |
| 11 jul | Big Bang          | D                                           |
| 18 jul | Infinite          | Reality                                     |
| 25 jul | TVXQ              | Rise as God                                 |
| 1 aug  | Beast             | Ordinary                                    |
| 8 aug  | SHINee            | Married to the Music                        |
| 15 aug | Big Bang          | E                                           |
| 22 aug | Girls' Generation | Lion Heart                                  |
| 29 aug | Girls' Generation | Lion Heart                                  |
| 5 sep  | (Flera artister)  | Song Il Kook's Triplets Classic             |
| 12 sep | Red Velvet        | The Red                                     |
| 19 sep | Super Junior      | Magic                                       |
| 26 sep | CNBLUE            | 2gether                                     |
| 3 okt  | Got7              | MAD                                         |
| 10 okt | iKON              | Welcome Back                                |
| 17 okt | Kyuhyun           | Fall, Once Again                            |
| 24 okt | XIA               | Yesterday                                   |
| 31 okt | f(x)              | 4 Walls                                     |
| 7 nov  | Cho Seong-jin     | 2015 Chopin Competition, winning live album |
| 14 nov | VIXX              | Chained Up                                  |
| 21 nov | B.A.P             | Matrix                                      |
| 28 nov | B.A.P             | Matrix                                      |
| 5 dec  | BTS               | The Most Beautiful Moment in Life, Part 2   |
| 12 dec | EXO               | Sing for You                                |
| 19 dec | EXO               | Sing for You                                |
| 26 dec | iKON              | Welcome Back                                |

## Månad
| Månad | Artist            | Albumtitel                                |
| ----- | ----------------- | ----------------------------------------- |
| Jan   | Jung Yong-hwa     | One Fine Day                              |
| Feb   | VIXX              | Boys' Record                              |
| Mar   | EXO               | Exodus                                    |
| Apr   | EXO               | Exodus                                    |
| Maj   | SHINee            | Odd                                       |
| Jun   | EXO               | Love Me Right                             |
| Jul   | TVXQ              | Rise as God                               |
| Aug   | Girls' Generation | Lion Heart                                |
| Sep   | Super Junior      | Magic                                     |
| Okt   | Taeyeon           | I                                         |
| Nov   | BTS               | The Most Beautiful Moment in Life, Part 2 |
| Dec   | EXO               | Sing for You                              |